# Nicolas Pultière
Nicolas Pultière, né le 10 mars 1757 à Grand-Cléry (Meuse), mort le 10 août 1809 à Zerlsisheim (Bavière), est un militaire français de la Révolution et de l’Empire.

## États de service
Il entre en service le 1er mai 1775, comme simple cavalier au régiment Royal-Cravates, il devient brigadier le 7 juin 1780, maréchal des logis le 10 juin 1783, et maréchal des logis-chef le 8 septembre 1784.
Il est nommé sous-lieutenant le 15 septembre 1791, et il fait toutes les premières guerres de la Révolution. Le 14 septembre 1793, il se trouve au combat de Pirmasens, où il est chargé de soutenir la retraite de l’infanterie et de l’artillerie légère, poursuivi par l’ennemi. Il contribue par son sang froid et sa valeur, à sauver plusieurs bouches à feu. Dans cette affaire, il a un cheval tué sous lui et il est grièvement blessé. Il est nommé lieutenant le lendemain sur le champ de bataille. 
Sa conduite aux armées du Nord et de Rhin-et-Moselle, de l’an II à l’an IV, lui mérite les éloges de la part des officiers généraux sous les ordres desquels il sert. Il reçoit son brevet de capitaine le 20 juin 1794, et en l’an V, il passe à l’armée d’Italie. Il participe aux affaires qui ont lieu au début de la campagne, et il devient chef d’escadron le 22 avril 1797. 
le 10 décembre 1798, il est affecté au 19e régiment de cavalerie, et le 3 septembre 1799, il est nommé chef de brigade au 25e régiment de cavalerie. Le 29 décembre 1802, il prend le commandement du 13e régiment de chasseurs à cheval, et il est fait chevalier de la Légion d’honneur le 11 décembre 1803, puis officier de l’ordre le 14 juin 1804.
En 1805 et 1806, il fait les campagnes d’Autriche et de Prusse. Il se fait remarquer le 2 décembre 1805, à la bataille d’Austerlitz, à la tête de son régiment, et il est créé baron de l’Empire le 19 mars 1808.
Il meurt de maladie le 10 août 1809 à Zerlsisheim en Bavière.

## Dotation
- Le 17 mars 1808, donataire d’une rente de 4 000 francs sur les biens réservés en Westphalie.

## Sources
- A. Lievyns, Jean Maurice Verdot, Pierre Bégat, Fastes de la Légion-d'honneur, biographie de tous les décorés accompagnée de l'histoire législative et réglementaire de l'ordre, Tome 3, Bureau de l’administration, 1844, 529 p. (lire en ligne), p. 440.
- « La noblesse d’Empire » (consulté le 24 mai 2016)
- « Cote LH/2240/10 », base Léonore, ministère français de la Culture
- Vicomte Révérend, Armorial du premier empire, tome 4, Honoré Champion, libraire, Paris, 1897, p. 87.
- Léon Hennet, Etat militaire de France pour l’année 1793, Siège de la société, Paris, 1903, p. 239.